# Pusztai Gyula (jogász)
Pusztai Gyula (Kaposvár, 1929. augusztus 30. – Budapest, 2015. május 11.) jogász, 1979 és 1989 között az Országos Találmányi Hivatal elnöke, 1991 és 2003 között  a Magyar Védjegy Egyesület elnöke. „Több évtizedes szakmai munkásságával a magyar iparjogvédelem törvényi szabályozásának és nemzetközi elismertetésének kiemelkedő személyisége. A magyar iparjogvédelmi hatóság vezetőjeként – 1979 és 1989 között – a korszerű szabadalomengedélyezési szerepkör kialakítása mellett a műszaki innovációt támogató iparjogvédelmi szolgáltatási tevékenység kezdeményezője. A magyar védjegykultúra szakmai egyesületi eszközökkel való fejlesztésének szellemi irányítója, fáradhatatlan, nemzetközi tekintélyű vezetője.”- írja róla a Jedlik Ányos-díjhoz fűzött méltatás.

## Életpályája
1952-ben szerzett diplomát az Eötvös Loránd Tudományegyetem Állam- és Jogtudományi Karán, majd 1952 és 1959 között ügyészként dolgozott. 1959-től az Országos Találmányi Hivatalnál dolgozott mint a Nemzetközi Osztály, majd az Iparjogvédelmi Főosztály vezetője. 1979 és 1989 között ő volt az Országos Találmányi Hivatal elnöke. Sokat tett az iparjogvédelem hazai népszerűsítésében; az Országos Találmányi Hivatal lapjának, a Siker nevű tudományos, műszaki, gazdasági és gazdaságpolitikai magazin szerkesztőbizottságának elnöke volt. Ő volt a főszerkesztője 1986-ban az Országos Találmányi Hivatal által kiadott Iparjogvédelmi kézikönyvnek.

## Társadalmi szerepvállalása
A Magyar Kereskedelmi Kamara Védjegy- és Csomagolási Bizottságának az elnöke volt.  Nagy szerepe volt ebben az időszakban a magyar védjegykultúra fejlesztésében,  többek között az 1978-as védjegykiállítás  mint vándorkiállítás megszervezésében A Bizottság megszűnése után a Magyar Védjegy Egyesület alapítója, első elnöke volt (1991 és 2003 között).

## Díjai, elismerései
- Jedlik Ányos-díj (1997)